# Martin Broulík
Martin Leonard Broulík (9. listopadu 1751 Česká Třebová – 4. června 1817 Česká Třebová) byl český kantor a hudební skladatel.

## Život
Martin Broulík byl nejmladším synem českotřebovského kováře Františka Broulíka.
Patrně studoval v Pardubicích na latinské škole Řádu menších bratří konventuálů – minoritů. Stal se učitelem a učil postupně na školách v Poličce (téměř 30 let ), Heřmanově Městci a od roku 1798 v České Třebové.
Byl výborným hudebníkem a tak kromě školních povinností byl i ředitelem kůru.

## Dílo
Byl typickým českým kantorem slučujícím školní vyučování se službou varhaníka a skladatele pro místní kostel. Jeho dílo proto zahrnuje zejména chrámové skladby (mše, pastorely, rekviem,moteta, skladby k poctě Panny Marie apod.). Komponoval nejen na latinské texty, ale např. velmi oblíbené pastorely jsou psány vesměs na slova česká. Rovněž rozměrnější sepolkro Oratorium de passione Domini Nostri Jesu Christi je navzdory svému latinskému názvu komponováno na český text.
Dochovalo se relativně hodně skladeb. Jsou uloženy v Muzeu české hudby v Praze a v Městském muzeu v České Třebové.

### Ukázky z díla
- Pastorela: Radost velikou
- Pastorella in F Major (Linha Singers))